# Санакоев, Павел Алексеевич
Павел Алексеевич Санакоев (осет. Санахъоты Пъауле , 15 января 1882 года, село Дзау — 1962 год) — осетинский писатель, переводчик, языковед и исследователь эпоса «Нарты».

## Биография
Родился 15 января 1882 года в семье безземельного крестьянина в селе Дзау. После переезда семьи в село Корнис обучался в местной сельской школе, по окончании которой поступил в 1897 году в Ардонскую духовную семинарию. Окончив своё обучение в 1902 году, служил священником. Принимал участие в осетинском аграрном движении, выступал за права крестьян, за что во время карательной экспедиции 1906 года был сожжён его дом, а он сам осуждён на ссылку в Архангельскую губернию. Чтобы избежать ссылки, бежал в Кахетию, в село Пона, где продолжил своё священническое служение.
После Октябрьской революции возвратился на родину и работал учителем. С октября 1925 года по январь 1930 года — заведующий типографией и корректор. Потом был назначен директором Южно-Осетинского краеведческого музея и научным сотрудником Юго-Осетинского НИИ.
С 1927 по 1933 год — преподаватель осетинского языка на учительских курсах Наркомпроса Юго-Осетинской области. В это же время начал заниматься литературной деятельностью. Свои первые рассказы опубликовал на страницах литературного журнала «Фидиуæг». Занимался переводами на осетинский язык произведений Александра Пушкина (повести «Повести Белкина» и «Дубровский»), Редьярда Киплинга («Маугли» и «Рикки-Тикки-Тави») и рассказы Антона Чехова. Перевёл «Как закалялась сталь» Николая Островского.
Написал монографию «Советский фольклор Юго-Осетии» и «Гуырдзиаг-ирон дзырдуат» (Грузинско-осетинский словарь — издан в 1940 году).